# Pteropus insularis
Pteropus insularis là một loài động vật có vú trong họ Dơi quạ, bộ Dơi. Loài này được Hombron & Jacquinot mô tả năm 1842.

## Hình ảnh

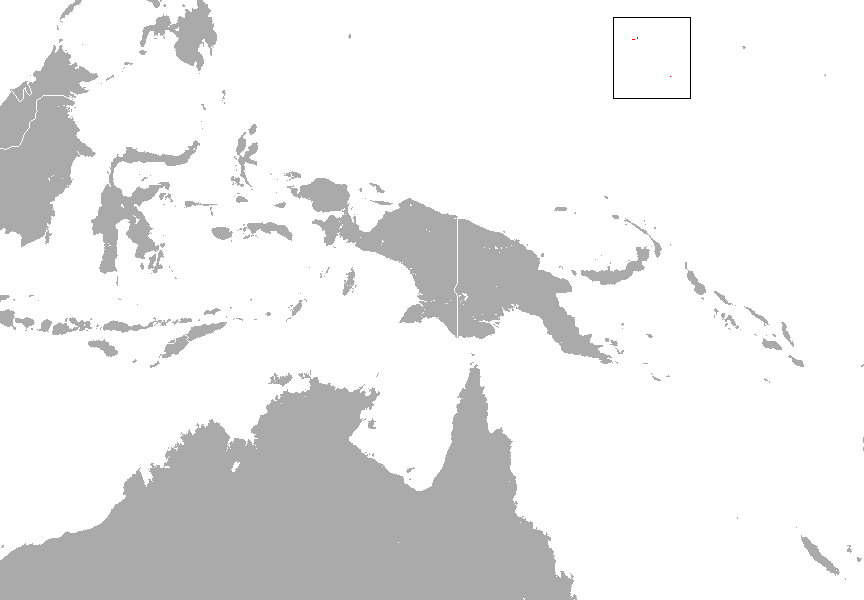